# Santuario dei Piloni
Con l'espressione Santuario dei Piloni si denota popolarmente il santuario dedicato ai santi Giacomo e Filippo che sorge nei boschi del Roero, poco al di fuori dell'abitato di Montà d'Alba. Tale denominazione deriva dalla presenza nei pressi del santuario di tredici cappelle ("piloni") ornate da statue in gesso che si snodano nei boschi componendo una Via Crucis, sino ad arrivare alla cappella del Santo Sepolcro nel punto più elevato dell'altura, secondo un disegno artistico e paesaggistico riconducibile alla tipologia dei Sacri Monti.

## Storia
Incerte sono le origini del santuario; è verosimile che un primo luogo di culto cristiano si sia sovrapposto ad un precedente luogo sacro pagano, e che un primo oratorio dedicato agli apostoli Giacomo e Filippo sia stato eretto poco dopo l'anno Mille per essere ampliato nel XIII secolo secondo i canoni dell'architettura romanica: la facciata in mattoni della chiesa reca tracce di tale costruzione medievale, come avvalorato anche dalla presenza in alto di due teste marmoree, probabili resti di epoca romana.
Citata negli Statuti di Montà nel 1440, la chiesa ricevette nel 1621 la visita pastorale del vescovo di Asti, mons. Broglia, che ne denunciò lo stato di degrado. Nel 1661 la chiesa venne innalzata e restaurata: una lapide un tempo posta in facciata recitava: Con l'ottenuta munificenza del Sommo Pontefice /Con l'aiuto dei cavalieri di Malta /Coll'offerte dei fedeli Questa antichissima Ara dedicata all'apostolo S. Giacomo /Che fu sempre incompleta e misera /Celebra il suo completamento nel maggio 1651.

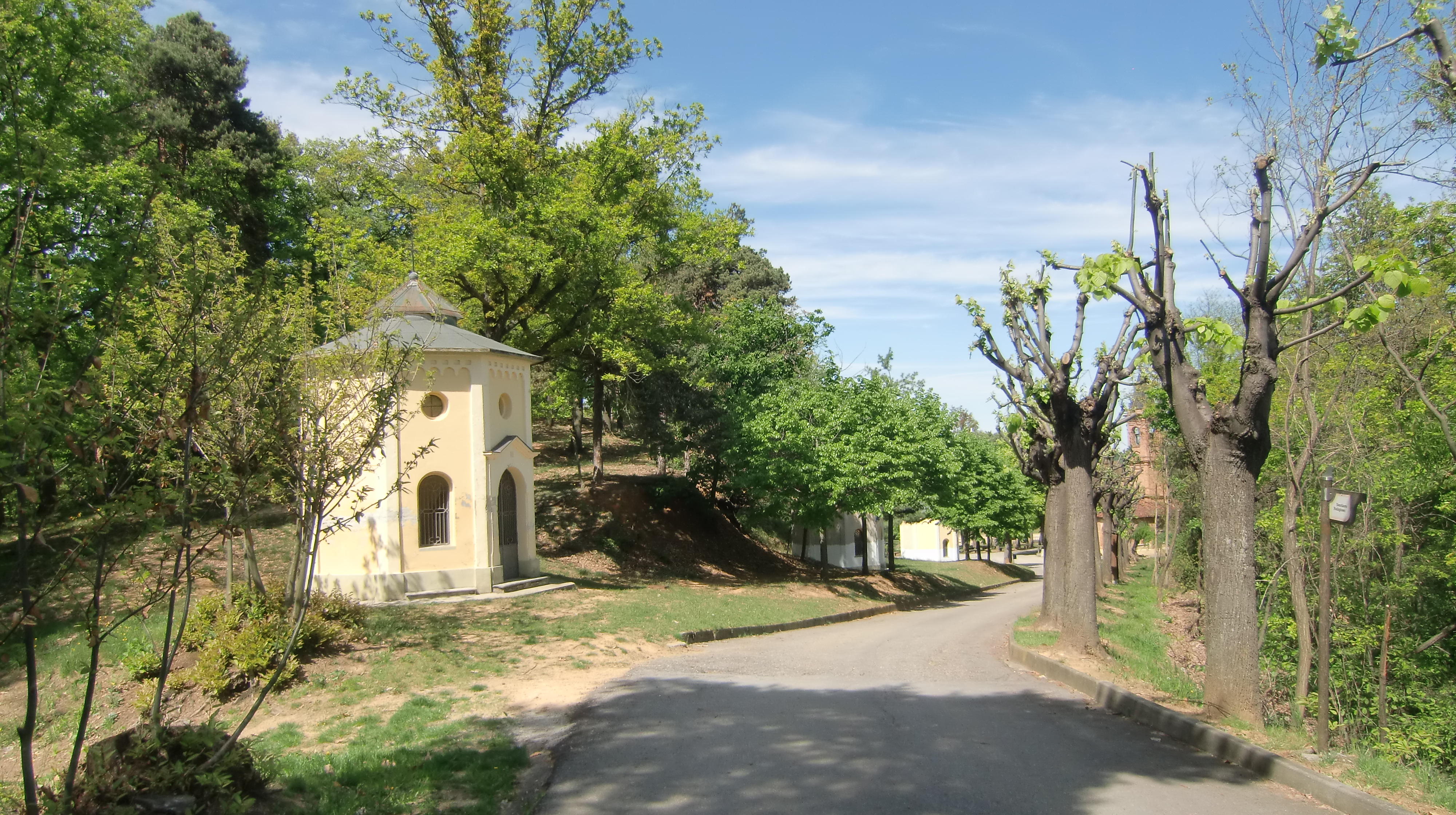
"Piloni" della Via Crucis

Fonti leggendarie parlano di un monaco che di ritorno dalla Terra santa avrebbe scelto quei boschi come sede per la sua vita eremitica edificandovi la cappella del Santo Sepolcro, divenuta poi meta di percorsi devozionali anche per la presenza della statua lignea del Cristo Morto che la tradizione vuole sia stata portata con sé da un cavaliere di ritorno dalle Crociate. L'attuale struttura della cappella è a pianta ottagonale cinta tutt'intorno da un porticato.
Del 1775 è un radicale restauro della cappella del Santo Sepolcro e l'edificazione - in seguito ad autorizzazione del vescovo di Asti, mons Caisotti, concessa anche per dare risposta alla crescente e spontanea affluenza di devoti - dei piloni della Via Crucis disposti nel contesto boschivo sul modello dei Sacri Monti. Degli stessi anni è una profonda trasformazione del santuario che vide la costruzione accanto alla chiesa, della sacrestia e di alcuni vani per l'"eremita" custode. Altre trasformazioni e l'erezione del campanile avvennero nel corso del XIX secolo, mentre la facies attuale si deve a don Domenico Taliano, rettore tra il 1910 ed il 1918.
Nel 1887 il consiglio di amministrazione, presieduto dall'allora parroco di Montà, don Mosca, decise di sostituire i vecchi ed ormai malandati piloni della Via Crucis, ormai in cattivo stato, con nuove cappelle a pianta esagonale (quelle oggi visibili) disegnate dal pittore Placido Mossello. La realizzazione (terminata nel 1903) delle statue policrome in gesso che compongono le diverse stazioni della Via Crucis è opera di differenti plasticatori: i fratelli torinesi Musso, il montanese Antonio Taliano ed il più celebre Stefano Brilla di Savona. Esse rimangono lontane dagli accenti drammatici e coinvolgenti caratteristi della cultura statuaria dei Sacri Monti.
Nel tempo il santuario e la cappella del Santo Sepolcro divennero meta di sempre più frequenti visite devozionali, anche in virtù di notizie su eventi miracolistici successi in loco. Nel 1899 si ebbe forse la più affollata festa del Santuario: il vescovo, i registri parlano di 15.000 fedeli, più di 100 sacerdoti e della presenza del vescovo.
Nel 1993 si aggiunse al complesso la "Grotta dell'agonia", collocata di fronte al santuario, struttura architettonica a pianta rettangolare, chiusa su tre lati ed aperta in facciata da un grande arco a tutto sesto, addobbata con statue che interpretano la scena di Cristo nell'orto degli ulivi.

## Galleria d'immagini

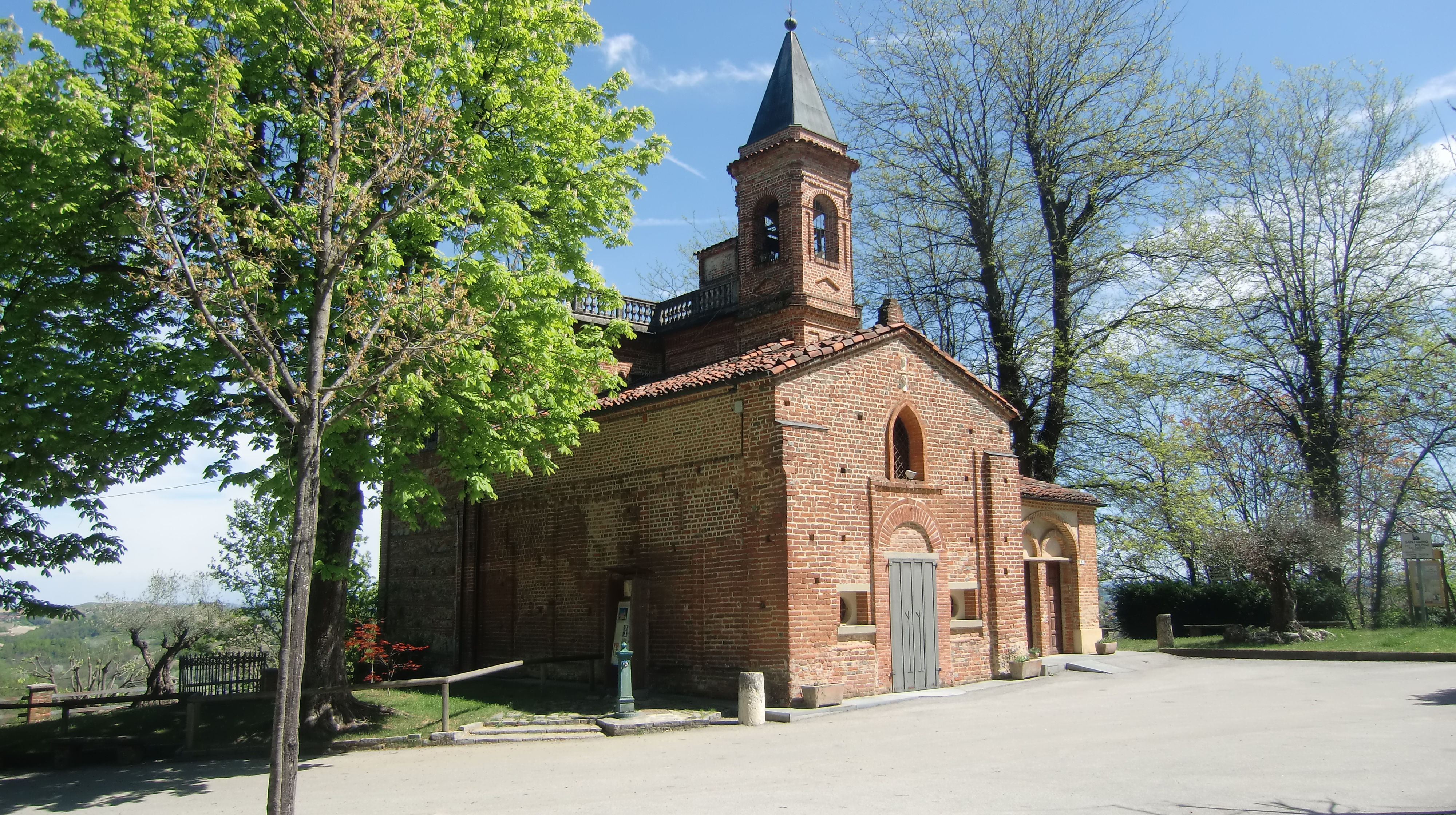
Il santuario
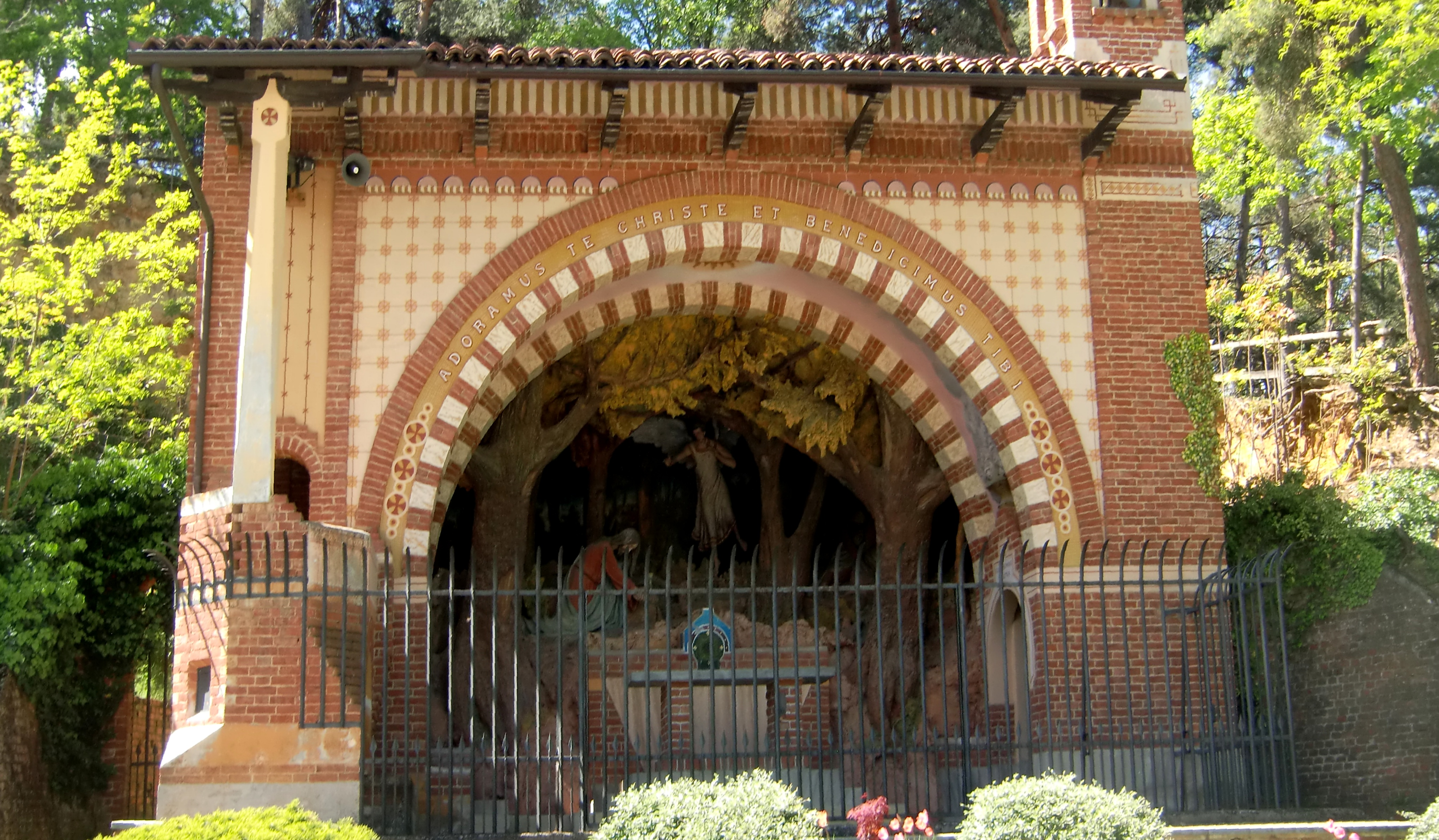
Grotta dell'Agonia
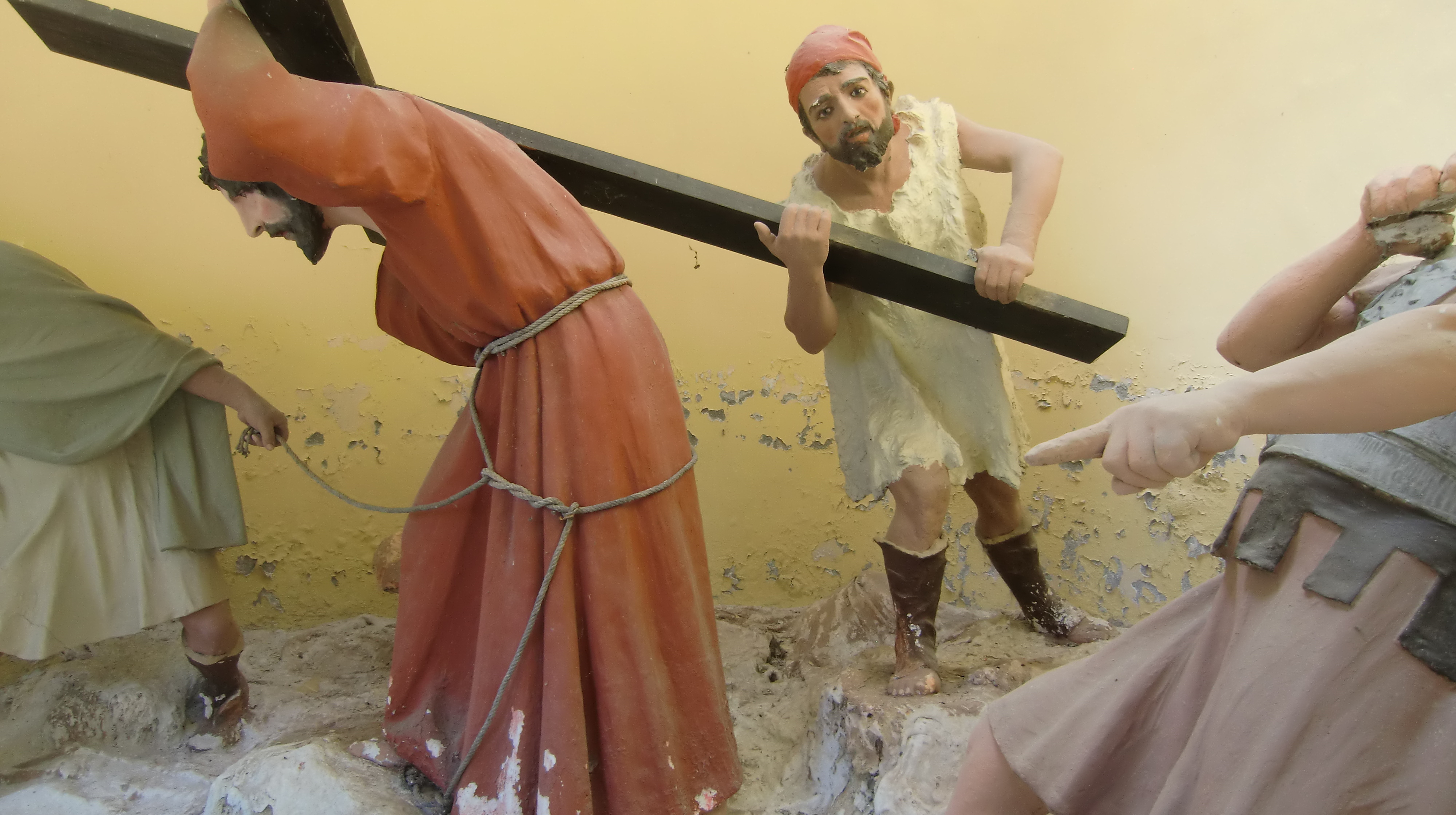
Via Crucis, Stazione V
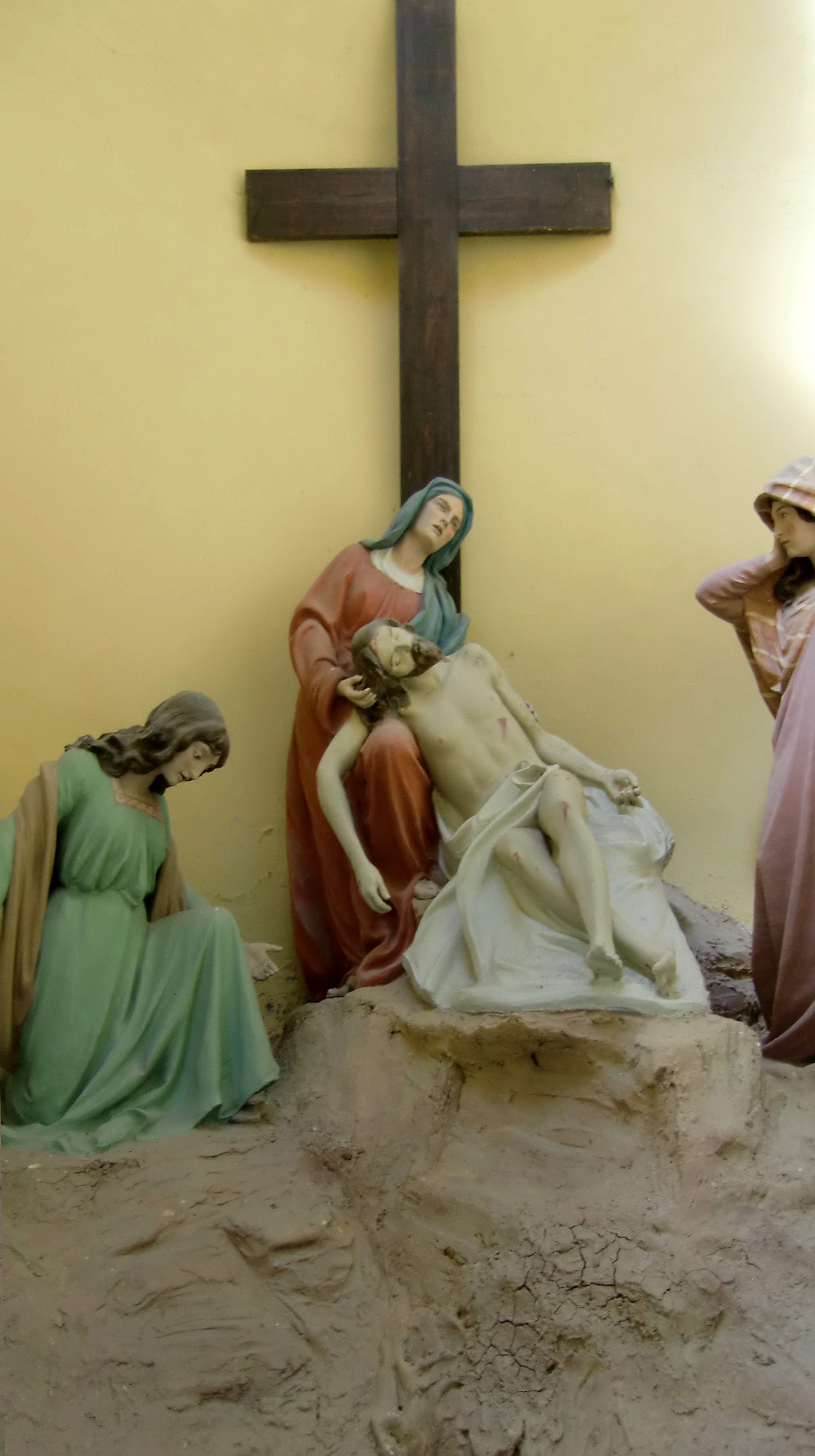
Via Crucis, Stazione XIII
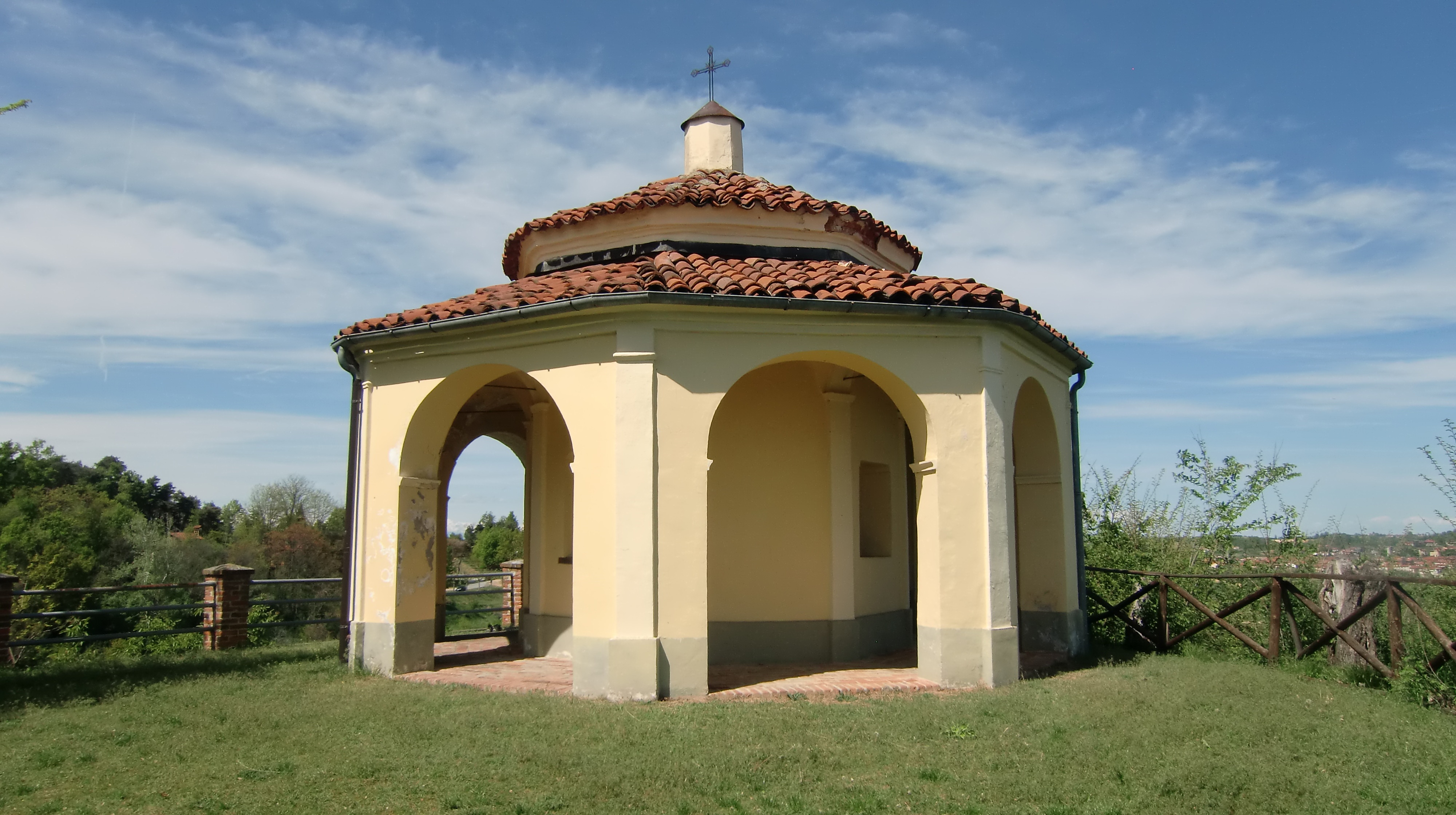
Cappella del Santo Sepolcro